# Nova Esquerda Galega
Nova Esquerda Galega és una organització política gallega. Es va formar l'any 2013 amb antics militants de Unidade da Esquerda Galega (UEG) i tota la militància de Nova Esquerda Socialista (NES), ambdós grups integrats en ANOVA-Irmandade Nacionalista des de la seva creació. A aquesta organització, nascuda de la fusió d'aquests dos petits partits, es van incorporar una vintena de militants del PSdeG-PSOE.
Actualment manté una relació de col·laboració permanent amb organitzacions com Izquierda Abierta (IzAb), Convergencia por Extremadura (CEX), Ezker Batua-Berdeak (EB-B), Compromís, Espacio Plural i Iniciativa Socialista de Izquierdas (ISI) i forma part de la coalició La Izquierda que advoca per la creació, de cara a futures convocatòries electorals, d'un front d'esquerres que pugui trencar el bipartidisme a Espanya.
Els seus màxims dirigents són Óscar Lomba Álvarez i Lois Pérez Leira, ambdós coportaveus nacionals.